# Герб Ташкента
Герб Ташке́нта (узб. Toshkent shahri gerbi / Тошкент шаҳри герби) — является официальным символом столицы Узбекистана — города Ташкента. Нынешняя версия герба был принята в 1997 году и немного видоизменена в июне 2019 года.

## Описание
Герб представляет собой восточный круглый щит синего цвета, который с краёв окружён цветами с флага Узбекистана. В центре щита расположена арка голубого цвета с распахнутыми золотыми старинными восточными узорчатыми воротами. В центре арки помещено изображение трех горных снежных вершин сине-голубого цвета. Под аркой располагается зелёное дерево чинара, ствол которого огибают две реки белого цвета. На верхней оконечности щита латинскими буквами золотого цвета начертан девиз «Kuch adolatdadir» (рус. «Сила в справедливости»). В нижней части герба изображена золотая изогнутая лента с названием города латинским алфавитом серого цвета. Концы ленты украшает с левой стороны оранжевая виноградная гроздь с зелёными листьями, с правой стороны оранжевые цветы хлопка. Лепёшка, хлопок и виноград олицетворяют сельское хозяйство, землю и труд, снежные вершины и чинара — богатую природу Ташкента. Круглый восточный щит является символом защиты.

## История

Герб Ташкента 1909 г.

Изображение герба г. Ташкента приведено в книге П. П. фон-Винклера «Гербы городов, губерний, областей и посадов Российской Империи, внесённые в полное собрание законов с 1649 по 1900 год», где указывается, что герб был «высочайше утверждён» 5 июля 1878 года. Приведено описание, повторяющее описание герба Сыр-Дарьинской области: «В золотом щите, лазуревый волнообразный пояс, сопровождаемый, вверху и внизу, двумя зелёными, опрокинутыми, виноградными листьями. Щит увенчан древнею Царскою короную и окружён золотыми дубовыми листьями, соединёнными Александровскою лентою».
В редакции герба Ташкента 1909 года, в соответствии с геральдической реформой Б. Кёне, дубовые листья в обрамлении заменены переплетающейся с лентой виноградной лозой с листьями и гроздьями, что символизировало города, занимающиеся виноделием.

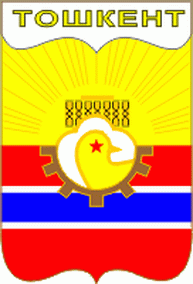
Герб Ташкента, 1981 г.

 Герб города Ташкента образца 1981 года представляет собой развернутую книгу с соотношением сторон как 2:3 с изображением государственного флага республики. В средней части силуэт здания филиала музея В. И. Ленина на фоне солнца, коробочка хлопка, которая в нижней части переходит в голубя. Замыкает центр композиции шестерня. В верхней части над книгой надпись на узбекском языке «Тошкент». Раскрытая книга олицетворяет великие учения Востока и начало советской науки в Средней Азии. Флаг республики символизирует столицу советского Узбекистана. Коробочка хлопка, шестерёнка и голубь представляют Ташкент как столицу хлопкосеющей республики, центр машиностроения, технического прогресса, города мира и дружбы. Солнце и на его фоне музей В. И. Ленина — город солнца, чистого неба административный и культурный центр советского Узбекистана.

Старый герб Ташкента, использовавшийся в 1997—2019 годах.

 Старый герб Ташкента, использовавшийся в 1997—2019 годах был принят и утверждён в 1997 году по совместному проекту художника Джавлона Умарбекова и скульптора Саидалима Шарипова. В круговом поле изображены горы со стекающими с них реками, дерево чинара, золотистые ворота. Девиз в верхней части: «Kuch adolat dadir», что в переводе на русский язык означает: «Сила в справедливости».
В июле 2018 года общественный совет при хокимияте (администрации) города Ташкента объявил о проведении открытого конкурса на разработку нового герба Ташкента. Призовой фонд конкурса составлял 10 миллионов сумов (примерно 1170 долларов США по тогдашнему курсу). В задачу разработчиков входило художественными и геральдическими средствами создать новый символ города, «вызывающий чувство гордости, патриотизма и единения у ташкентцев». Также было заявлено, что «новый символ Ташкента должен объединить творческую интеллигенцию, предпринимателей и всех жителей столицы в общем процессе созидания, а для туристов и гостей столицы стать легко узнаваемым знаком, приглашающим в город, а после его посещения напоминающим о прекрасном времени, проведенном в Ташкенте». К участию в конкурсе пригласили специалистов, имеющих соответствующее образование в сферах геральдики, изобразительного искусства, дизайна, графики, иллюстрации, рекламы.
В конкурсную комиссию вошли ряд графиков, художников, живописцев, скульпторов, искусствоведов, дизайнеров, учёных, известные общественные, культурные и государственные деятели. В конкурсную комиссию был также включён один из авторов действующего герба Ташкента — Джавлон Умарбеков. Конкурс начался 16 июля, планировалось завершить его к 25 августа, но комиссия продолжала принимать варианты до середины сентября 2018 года. Было принято к рассмотрению 310 вариантов от 118 художников и дизайнеров.

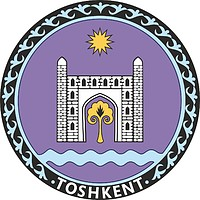
Проект герба Ташкента, 2018 г.

 Из вышедших в финал пяти вариантов, комиссия выбрала проект ташкентского графического дизайнера Юлии Затуловской. Герб имеет форму круглого щита фиолетового цвета с символическим изображением каменных ворот с золотым «деревом мудрости» в створе, золотой двенадцатиконечной звездой в верхней части и образом реки в нижней части. На окаймлении щита внизу имеется надпись «Toshkent». Юлия Затуловская заявила, что перед началом работы над проектом она изучила много информации и фактов из истории Ташкента, включая традиции ташкентской вышивки и прикладного искусства. По её признанию, самым сложным было создать «что-то простое и лаконичное, но при этом не примитивное». Для проекта был выбран образ или прообраз Шайхантахурских ворот и понятие «Ташкент» — каменный город, крепость, который «при этом открыт, стабилен, защищён и гостеприимен». Двенадцать ниш вокруг арки символизируют 12 ворот Ташкента.
В январе 2019 года проект Юлии Затуловской был представлен на обсуждение городскому Кенгашу (Совету) народных депутатов, где решили сначала «получить мнение горожан, которое будет обязательно принято во внимание при представлении лучшего проекта для утверждения со стороны хокимията города». После публикации в СМИ изображения нового потенциального герба Ташкента в узбекистанских СМИ и особенно в узбекистанском сегменте соцсетей прошли активные обсуждения. Были те, кто одобрил новый дизайн, и те, кто его категорически не принял и подверг предлагаемый вариант герба жёсткой критике. Новый дизайн называли «излишне простым и примитивным». Впоследствии предложенный Затуловской вариант не приняли и оставили прежний герб образца 1997 года.
14 июня 2019 года хокимият Ташкента представил обновлённый действующего герба города. В хокимияте в частности заявили: «Мы провели лёгкий рестайлинг и осовременили элементы. Вы можете заметить, мы не добавили ничего принципиально нового».